# Anthophora clavitarsa
Anthophora clavitarsa là một loài Hymenoptera trong họ Apidae. Loài này được Wu mô tả khoa học năm 1990.